# Cudahy (Kalifornia)
Cudahy város az USA Kalifornia államában, Los Angeles megyében. Lakosainak száma 22 811 fő (2020. április 1.).

## Népesség
A település népességének változása:
| Lakosok száma | 16 998 | 23 805 | 22 811 |
|               | 1970   | 2010   | 2020   |